# Auguste Perret

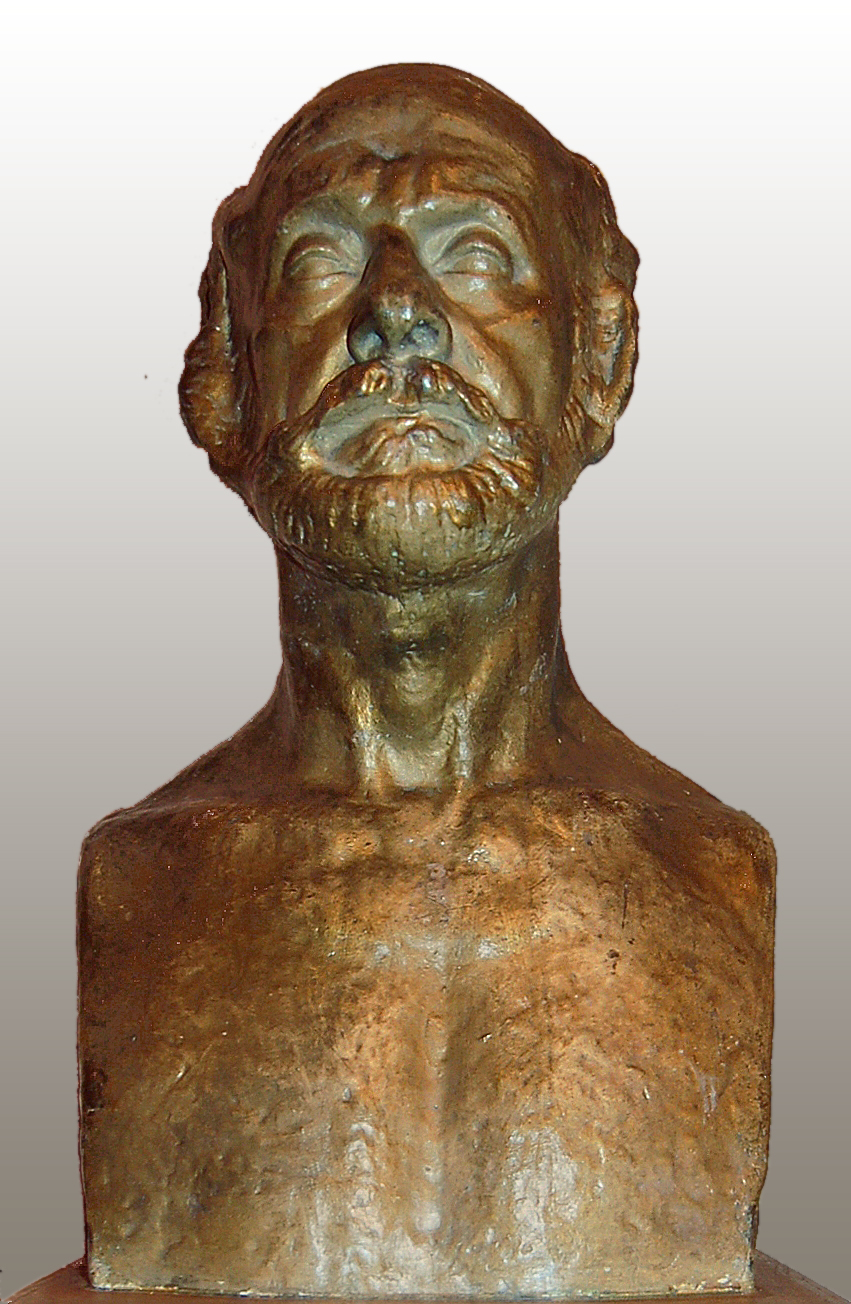
Auguste Perrets Büste

Auguste Perret (* 12. Februar 1874 in Ixelles/Elsene in Belgien; † 25. Februar 1954 in Paris) war ein französischer Architekt, Bau-Unternehmer und Stadtplaner. Er galt als ein Meister des Eisenbetonbaus.

## Leben und Werk

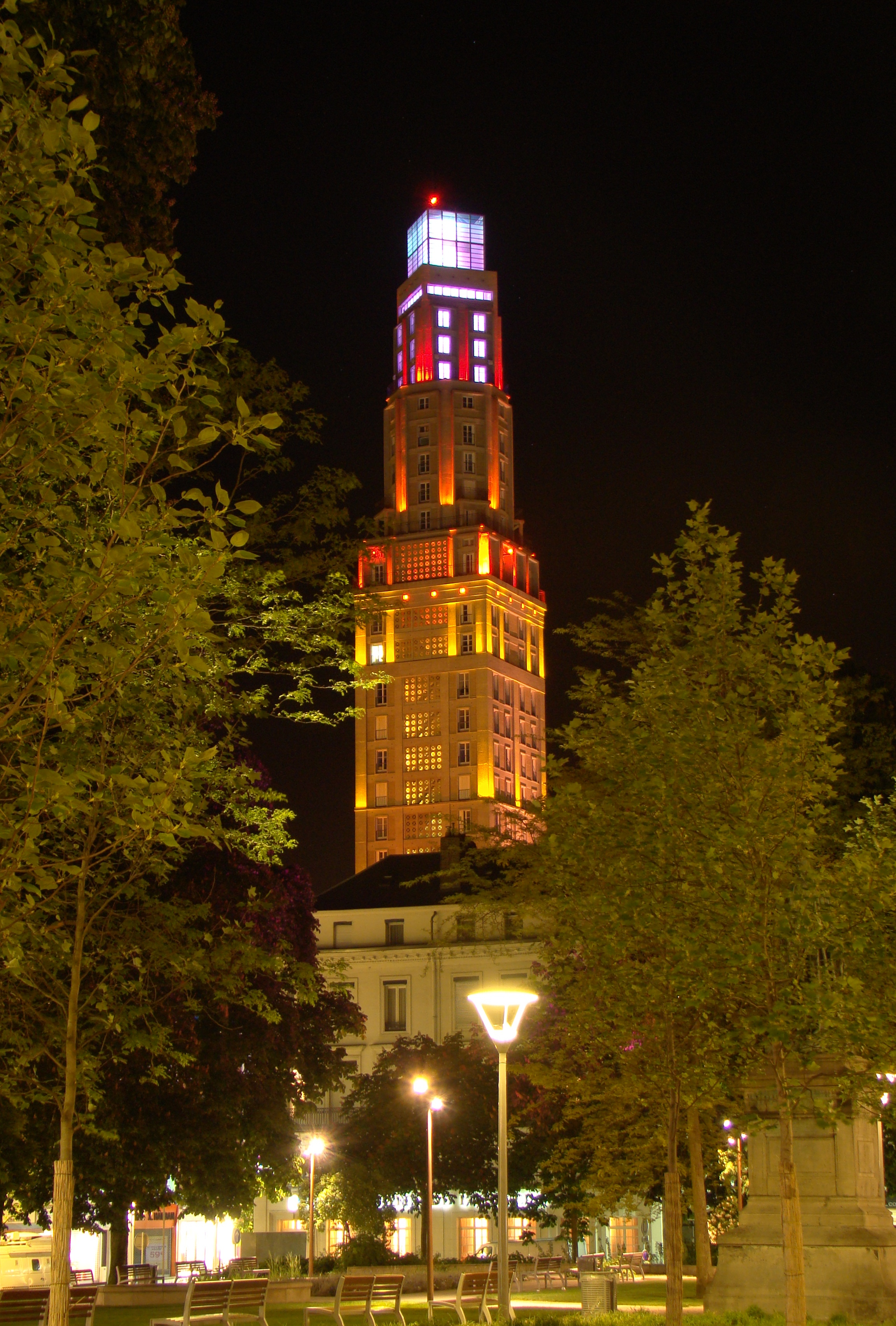
Tour Perret in Amiens

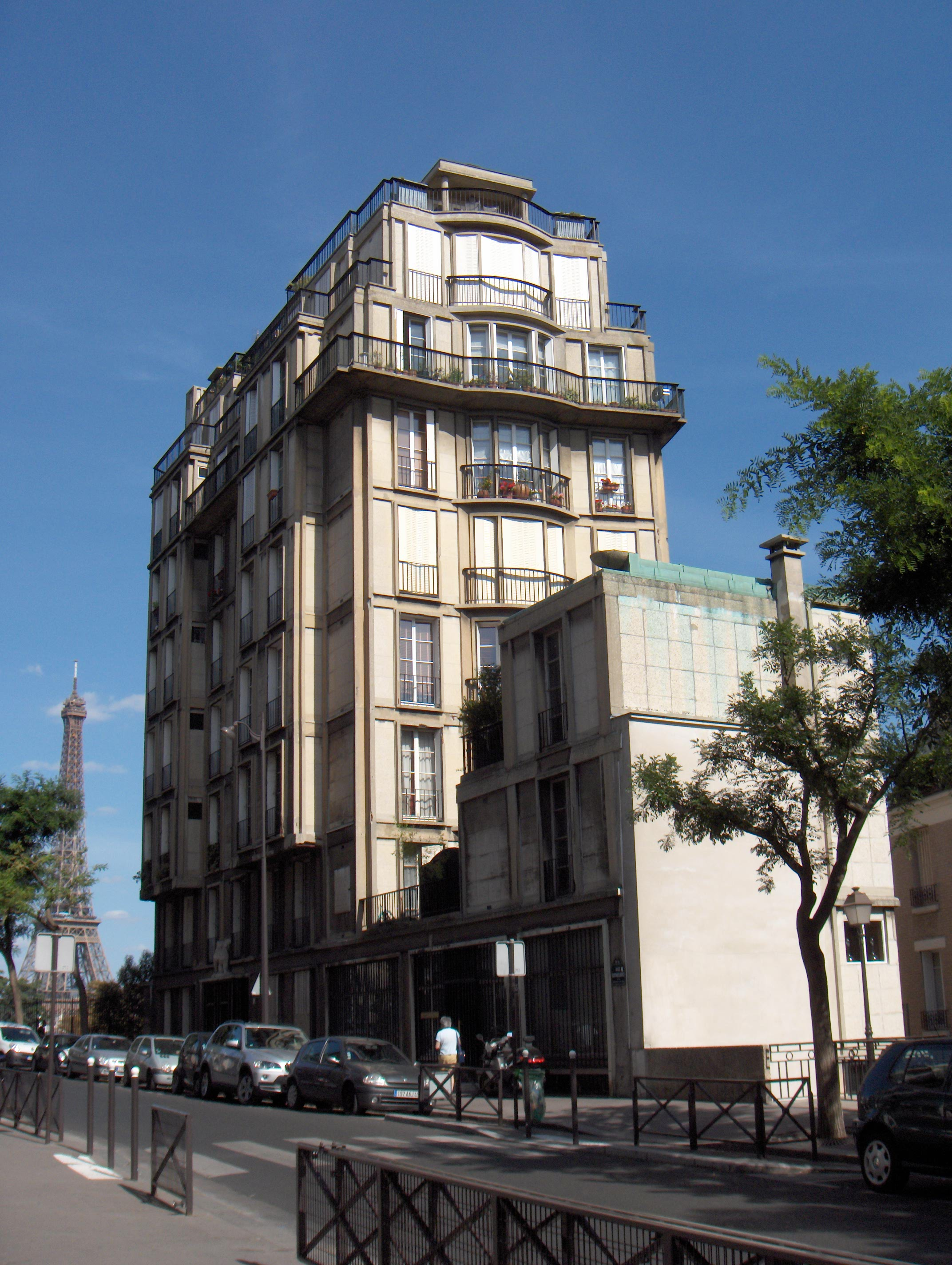
Wohnhaus und Atelier (51–55 rue Raynouard, Paris)

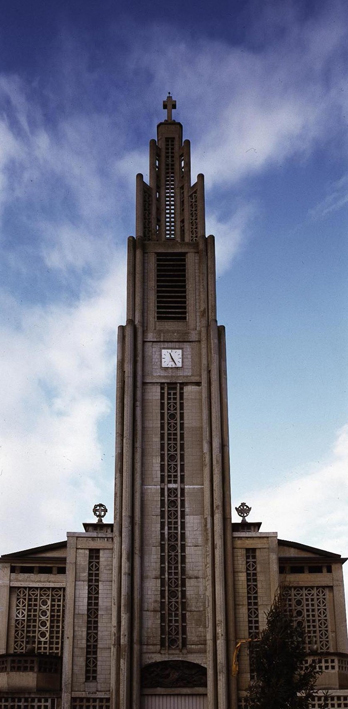
Kirche Notre-Dame du Raincy

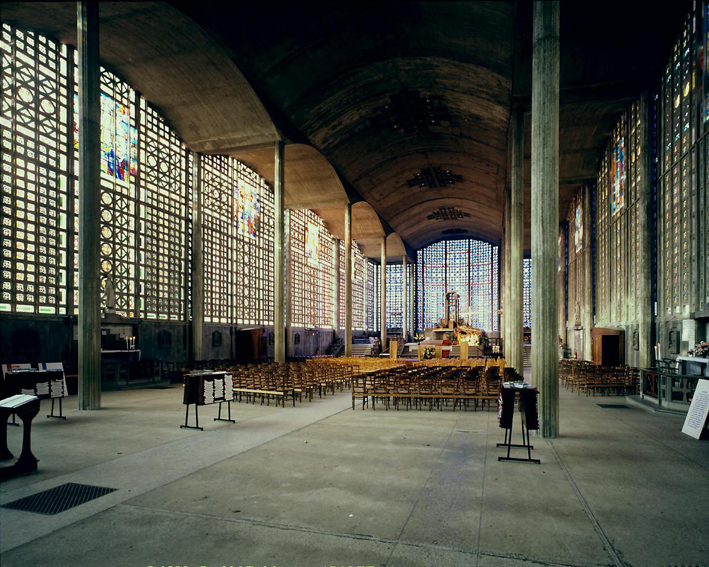
Innenraum der Kirche Notre-Dame du Raincy

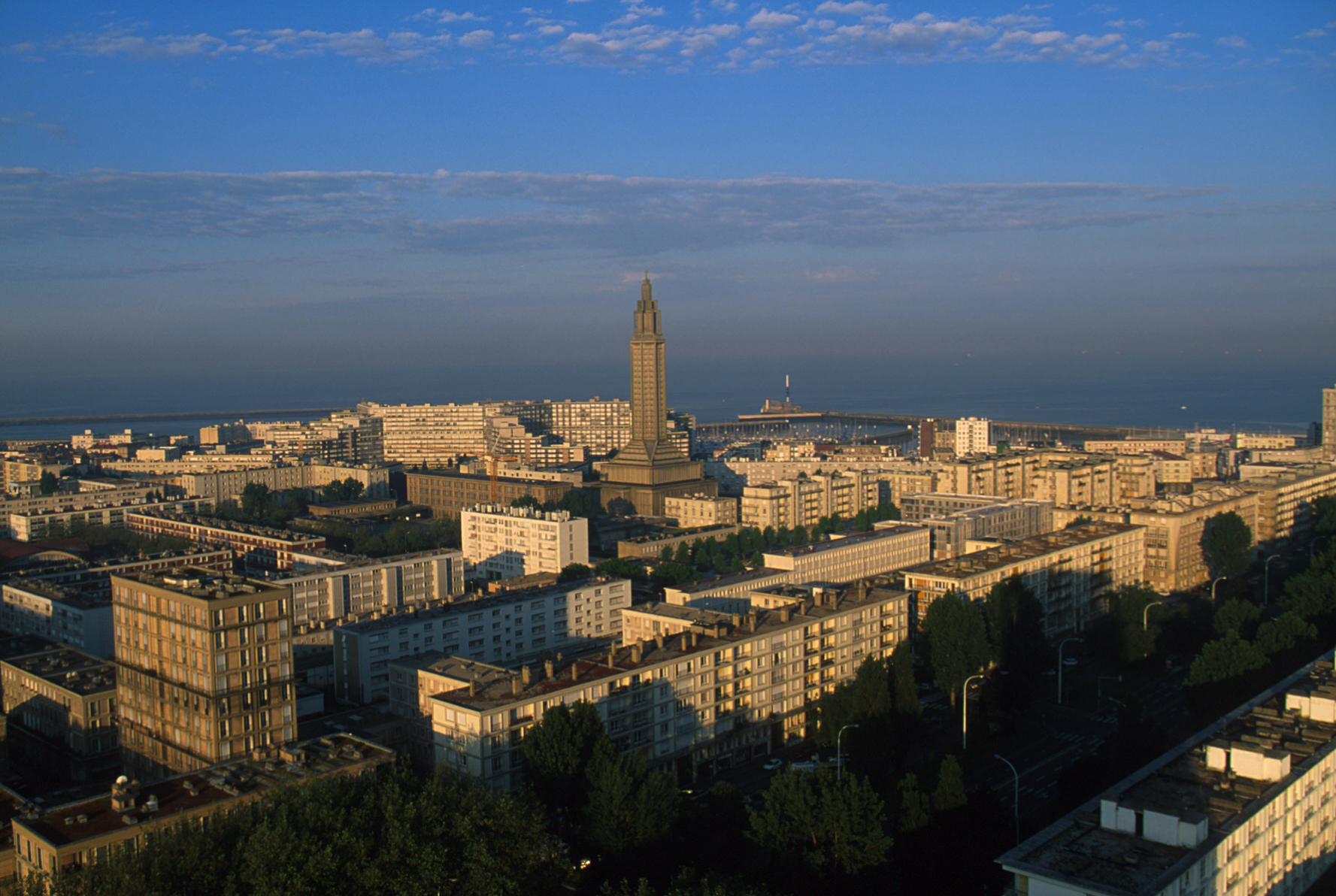
Le Havre mit der Kirche Saint-Joseph du Havre im Mittelpunkt

Perret studierte zwischen 1891 und 1901 bei Julien Guadet (1834–1908) an der École des Beaux-Arts in Paris, er beendete die Ausbildung ohne Diplom. Neben dem Studium wurde Perret bereits ab 1894 in der väterlichen Bauunternehmung tätig. Ab 1900 begann er Bauten in Eisenbeton auszuführen.
Von 1903 bis 1904 führte er das Wohnhaus in der 25 bis, rue Benjamin Franklin in Paris aus. In diesem Gebäude hatte der Architekt auch eine Wohnung im Dachgeschoss. 1905 gründete er mit seinen Brüdern Gustave und Claude eine Bauunternehmung. 1906 bis 1907 wurde die Garage in der Rue Ponthieu errichtet, das Bauwerk ist nicht erhalten. 1911 bis 1913 baute Perret das Théâtre des Champs-Élysées als moderne Stahlbetonkonstruktion mit weißer Marmorfassade. In Le Raincy nördlich von Paris errichtet er 1922–1923 die Kirche Notre-Dame du Raincy, einen nüchternen Hallenbau in Sichtbeton unter Verwendung weniger, standardisierter Bauelemente. Die nicht tragenden Fassaden sind vollständig in farbig verglasten Betonformsteinen ausgeführt, die von Marguerite Huré (1895–1967) gestaltet wurden. In der Zeit von 1931 bis 1932 wurde unter seiner Leitung das neoklassizistische Gebäude des Marinebauamtes in Paris ausgeführt. 1932 bezog er die oberen Stockwerke des von ihm entworfenen Wohngebäudes 51–55 rue Raynouard, in dem sich auch sein Atelier befand und wo er bis zu seinem Lebensende wohnte. Eine Gedenktafel am Gebäude erinnert heute an ihn.
Von 1940 an unterrichtete Perret an der École des Beaux-Arts. Nach dem Kriegsende 1945 war Perret bis 1954 der hauptverantwortliche Stadtplaner für den Wiederaufbau von Le Havre mit der leuchtturmartigen Gedächtniskirche St. Joseph sowie Architekt des Tour Perret in Amiens, des ersten Wolkenkratzers Frankreichs. Mit einem Team von 60 Architekten entwarf er breite Boulevards und lange Straßenachsen, die von Häusern in getöntem Beton mit klarer, einfacher Ornamentik und Kolonnaden gesäumt werden. Das Baumaterial gewann man aus Sand und dem Ziegelschutt, der nach Farben getrennt vermahlen wurde. Der markante, 107 Meter hohe, achteckige Glockenturm der Kirche Saint-Joseph du Havre aus Beton erinnert an einen Leuchtturm, 12.700 bunte Glasfenster illuminieren das Kircheninnere. 2005 würdigte die UNESCO seinen städtebaulichen Neuanfang für 60.000 Menschen als Weltkulturerbe.
Perret wurde 1943 als Nachfolger von Paul Bigot in die Académie des Beaux-Arts gewählt und erhielt 1948 die Royal Gold Medal des Royal Institute of British Architects und 1952 die AIA Gold Medal.

## Würdigung
Neben Tony Garnier ist Perret einer der französischen Wegbereiter der modernen Architektur. Er gab wichtige Impulse für die Entwicklung des Neuen Bauens. Der Preis der Union Internationale des Architectes für architekturbezogene Technologien heißt ihm zu Ehren Auguste-Perret-Preis.

## Zitat
„Architektur ist die Kunst, den Raum zu organisieren.“

## Ehemalige Mitarbeiter
- 1908–1909: Le Corbusier
- René Iché
- Patroklos Karantinos

## Eigene Schriften
- Contribution à une théorie de l’architecture. Wahl, Paris 1952; deutsch: Zu einer Theorie der Architektur. Übersetzt aus dem Französischen von Eva-Maria Thimme. Der Beeken, Berlin 1986, ISBN 3-922993-14-1.
- Französische Architektur- und Städtebauausstellung 1948/1949. Greiser, Rastatt 1948

## Film
- Perret in Frankreich und Algerien. Dokumentarfilm, Deutschland, 2012, 110 Min., Buch und Regie: Heinz Emigholz, Produktion: Filmgalerie 451, WDR, Reihe: Aufbruch der Moderne, deutscher Kinostart: 29. November 2012, Erstsendung: 27. April 2014 bei 3sat.[3]
- Le Havre, Frankreich – Poesie in Beton. Filmdokumentation aus der Reihe Schätze der Welt zu Perrets Wiederaufbau von Le Havre, 14 Minuten, SWR Mediathek